# Violinkonzert (Beethoven)

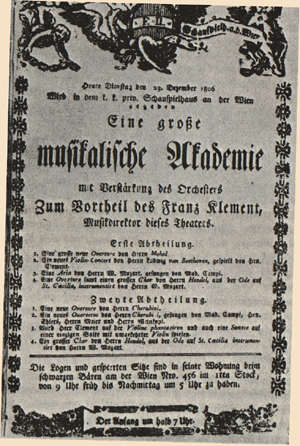
Anschlagzettel der Uraufführung im Theater an der Wien

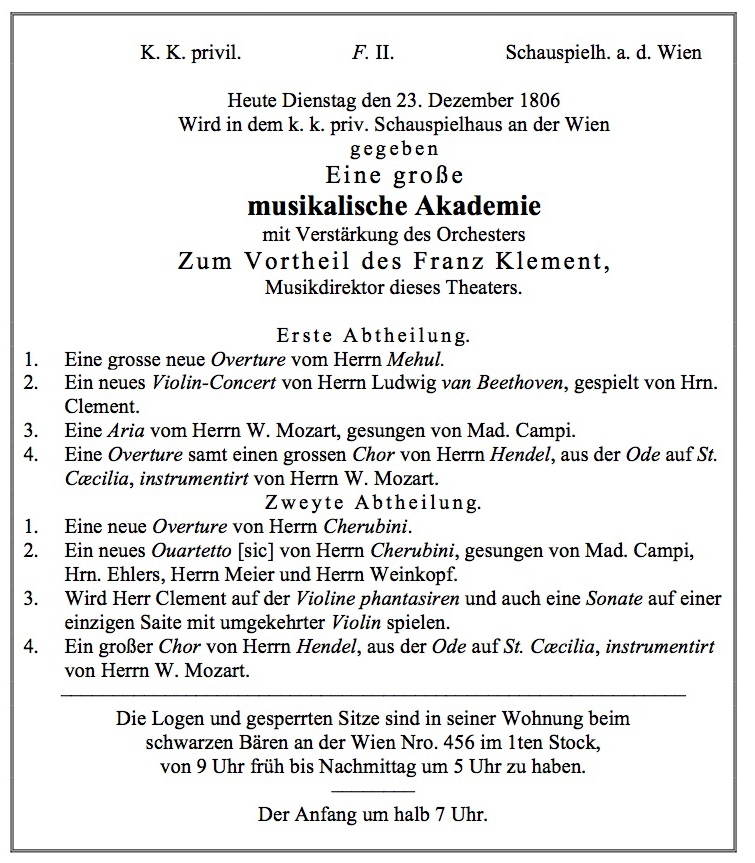
Anschlagzettel, Übertragung

Das Konzert für Violine und Orchester D-Dur op. 61 von Ludwig van Beethoven ist Beethovens einziges vollendetes Konzert dieser Gattung.

## Werkgeschichte
Beethoven komponierte das Werk für den befreundeten Geigenvirtuosen Franz Clement (1780–1842), der es am 23. Dezember 1806 in einem seiner Konzerte im Theater an der Wien zur Uraufführung brachte. Der Wiener Kritiker Möser schrieb darüber in der Theater-Zeitung:

„Der vortreffliche Violinspieler Klement spielte unter anderen vorzüglichen Stücken, auch ein Violinconcert von Beethhofen, das seiner Originalität und mannigfaltigen schönen Stellen wegen mit ausnehmendem Beyfall aufgenommen wurde. Man empfieng besonders Klements bewährte Kunst und Anmuth, seine Stärke und Sicherheit auf der Violin, die sein Sclave ist, mit lärmenden Bravo. Der gebildeten Welt fiel es auf, wie Klement sich zu manchen Schnacken und Possen herabwürdigen konnte, um etwa den Pöbel zu ergötzen, da er doch in jeder ersteren Produktion Schönheit und Erhabenheit auszudrücken vermöge. Wir sind dieser Meinung nicht entgegen. Ueber Beethhofens Concert ist das Urtheil von Kennern ungetheilt, es gesteht demselben manche Schönheit zu, bekennt aber, daß der Zusammenhang oft ganz zerrissen scheine, und daß die unendlichen Wiederholungen einiger gemeinen Stellen leicht ermüden könnten. Es sagt, daß Beethhoven seine anerkannten großen Talente, gehöriger verwenden, und uns Werke schenken möge, die seinen ersten Symphonien aus C und D gleichen, seinem anmuthigen Septette aus Es, dem geistreichen Quintette aus D dur, und mehreren seiner frühern Compositionen, die ihn immer in die Reihe der ersten Componisten stellen werden. Man fürchtet aber zugleich, wenn Beethhofen auf diesem Weg fortwandelt, so werde er und das Publicum übel dabey fahren. Die Musik könne sobald dahin kommen, daß jeder, der nicht genau mit den Regeln und Schwierigkeiten der Kunst vertraut ist, schlechterdings gar keinen Genuß bey ihr finde, sondern durch eine Menge unzusammenhängender und überhäufter Ideen und einen fortwährenden Tumult einiger Instrumente, die den Eingang charakterisiren sollten, zu Boden gedrückt, nur mit einem unangenehmen Gefühl der Ermattung das Koncert verlasse. Dem Publikum gefiel im allgemeinen dieses Conzert und Clements Phantasieen außerordentlich.“

Der Beethoven-Biograph Alexander Wheelock Thayer berichtet, „daß Clement sein Solo ohne vorherige Probe a vista (ital., deutsch: vom Blatt weg spielen) spielte.“ Die Erstausgabe erschien im Wiener Bureau des arts et d’industrie und wurde Stephan von Breuning gewidmet. Die im selben Verlag erschienene Fassung für Klavier widmete Beethoven Breunings Frau Julie geb. von Vering (1791–1809).

## Werkbeschreibung
Sätze
1. Allegro ma non troppo
2. Larghetto – attacca
3. Rondo (Allegro)

Der erste Satz entspricht der Sonatensatzform. Vier leise Paukenschläge, gefolgt von der Vorstellung des Hauptthemas durch die Holzbläser, leiten den Satz ein, dessen liedhaftes und doch majestätisches Hauptthema eine lyrische Stimmung verbreitet. Das Paukenmotiv kehrt an mehreren Stellen des Satzes wieder. Die Solovioline setzt erst nach der Vorstellung der beiden Hauptthemen und einer etwa dreiminütigen Orchesterpassage ein.
Die Interpretation des Paukenmotivs gilt seit Beethovens Tod als reges Diskussionsthema. Robin Stowell weist in seiner Monographie darauf hin, dass der erste Satz den Aufbruchsgeist der Französischen Revolution widerspiegele, und der Beethovenschüler Carl Czerny (1791–1857) gibt als Metronomangabe für die Viertel 126 an, d. h. ein rasches Marschtempo. Die Melodie wäre dann in Halben zu denken. Bestätigt wird diese Interpretation durch Beethovens Kadenz für die Klavierfassung, wo zum Paukenmotiv militärisch anmutende Trompetensignale und ein Marschmotiv erscheinen. Die frühesten Aufnahmen des Beethovenkonzertes von Wolfsthal (1929) und Huberman (1934) erreichen annähernd das von Czerny angegebene Tempo, während spätere Interpreten ruhigere Tempi bevorzugen, so beispielsweise Anne-Sophie Mutter und Maxim Vengerow.
Der dritte Satz erinnert mit seinem 6/8-Thema an ein Jagdthema, das später virtuos kadenzierend verarbeitet wird.

## Wirkung
Das Werk gilt als Prototyp seiner Gattung und hat ihre Entwicklung maßgeblich beeinflusst. War die Premiere noch ein kleiner Erfolg, so wurde das Konzert in den folgenden Jahrzehnten kaum aufgeführt. Das Werk war für die meisten Violinisten zu schwer bei gleichzeitig zu geringem virtuosem Glanz.
Erst 1844, 17 Jahre nach Beethovens Tod, kam es zu einem Durchbruch, als der damals 12-jährige Joseph Joachim das Konzert als Solist zur Neuaufführung brachte, mit einem Londoner Orchester unter der Leitung von Felix Mendelssohn Bartholdy. Seither gehört es zu den wichtigsten Werken der Konzertliteratur für Violine.
Beethoven hat dieses Konzert auch für Klavier transkribiert (op. 61a). Die Klavierfassung erreicht jedoch nicht die Qualität des Violinkonzertes, weshalb manche vermuten, dass die Transkription nicht vom Meister selbst stammt, sondern einem seiner Schüler übertragen worden war (s. auch: Sonate für Violine und Klavier in D-Dur, op. 77).
Der russische Dirigent und Pianist Michail Wassiljewitsch Pletnjow bearbeitete dieses Konzert für Klarinette und Orchester. Diese Fassung wurde im Jahr 1997 mit Michael Collins als Solist eingespielt. Es gibt auch eine Transkription für Flöte, aufgeführt z. B. von Karl-Heinz Schütz 2014 in Tel Aviv.

## Aufnahmen
(US Marine Chamber Orchestra)
|  |  |  |

## Sonstiges
Das 2. Thema aus dem 1. Satz des Konzerts fand Verwendung für die akustische Senderkennung des ZDF.
In einer Szene des Films Die Legende von Paul und Paula nimmt Paul Paula mit auf ein klassisches Open-Air-Konzert. Dort wird Beethovens Violinkonzert gegeben. Der Solist ist György Garay.
Von einem weiteren Violinkonzert in C-Dur, WoO 5, blieb nur ein Fragment des ersten Satzes. Es gibt jedoch ergänzte Fassungen von Hellmesberger und anderen Komponisten.